# Ralph Barton
Pour les articles homonymes, voir Barton.
Ralph Waldo Emerson Barton (14 août 1891 - 19 mai 1931) est un artiste américain, dessinateur, caricaturiste, et cinéaste, décoré de la Légion d'honneur et compagnon de Germaine Tailleferre.

## Biographie
Originaire de Kansas City (Missouri), né d'un père avocat et d'une mère artiste-peintre, Ralph Barton se révèle très jeune doué pour le dessin.
Il débute comme caricaturiste pour The Kansas City Star et The Kansas City Journal-Post, puis abandonne ses études, et part pour Chicago en 1909 tenter l'Institut d'art de Chicago. Il renonce à vivre dans cette ville et revient à Kansas City pour se remarier avec Marie Jennings, sa première épouse.
En 1910, il commence à contribuer au magazine satirique Puck ; il déménage à New York avec sa femme et leur fille, poursuit son travail pour Puck et McCall's. Il loue ensuite un atelier qu'il partage avec le peintre Thomas Hart Benton : c'est Benton qui sert de premier modèle aux caricatures de Barton qui connaissent un certain succès.
En 1915, Puck décide d'envoyer Barton en mission de reportage dans le Paris en guerre : il s'attache au pays, à la Ville lumière, et durant toute sa vie, y fait de fréquents séjours. Le 30 juin 1927, il est nommé chevalier de la Légion d'honneur à titre étranger, en qualité d'artiste-dessinateur.
Durant les années 1910-1920, Barton réussit à croquer la plupart des célébrités de son temps. Son dernier croquis fut Charlie Chaplin. L'un de ses dessins les plus célèbres, « When the Five O'Clock Whistle Blows in Hollywood » paru dans Vanity Fair en septembre 1921 et représente 139 personnalités d'Hollywood, réunis en sorte de « revue » avec lever de rideau, immortalisé sur le Hollywood Boulevard. Il travaille également pour The New Yorker à partir de 1924, en tant que conseiller artistique, et contribue également au Collier's Weekly, Judge et Harper's Bazaar, magazine dans lequel sort en feuilleton à partir de 1925 le roman comique d'Anita Loos, Gentlemen Prefer Blondes.
Sur l'insistance de son ami Chaplin, il réalisa en 1926 un seul et unique court-métrage, Camille, une adaptation libre de La Dame aux camélias, avec, entre autres, Paul Robeson, Ethel Barrymore, et Sinclair Lewis, et où l'on peut remarquer Paul Claudel, Sacha Guitry, etc., un casting très impressionnant d'artistes de l'époque, français, allemands et américains.
Au pic de sa popularité, admiré et respecté, Barton se révèle en fait sujet à des formes aiguës de dépression, sans doute atteint de trouble maniaco-dépressif. Après trois divorces successifs, il finit par épouser la compositrice et musicienne française Germaine Tailleferre. Mais, Barton étant jaloux du talent de son épouse et redoutant le succès qu'elle pourrait avoir, s'oppose à sa carrière musicale, ce qui rend leur vie de couple impossible et leur mariage ne dure que trois ans,. En réalité, il ne peut se remettre de sa séparation en 1926 avec sa troisième épouse, l'actrice et réalisatrice Carlotta Monterey (en).
Le 19 mai 1931, dans son appartement situé à Manhattan, il met fin à ses jours en se tirant une balle dans la tempe.
Barton tombe relativement assez vite dans l'oubli.
En 1968, l'École de design de Rhode Island organise une exposition autour de ses dessins. En 1998, la National Portrait Gallery (Washington D.C.), qui possède un fonds Barton, et la Bibliothèque du Congrès lui rendent un important hommage.

## Distinctions
- Chevalier de la Légion d'honneur (1927)

## Galerie

Œuvres de Ralph Barton
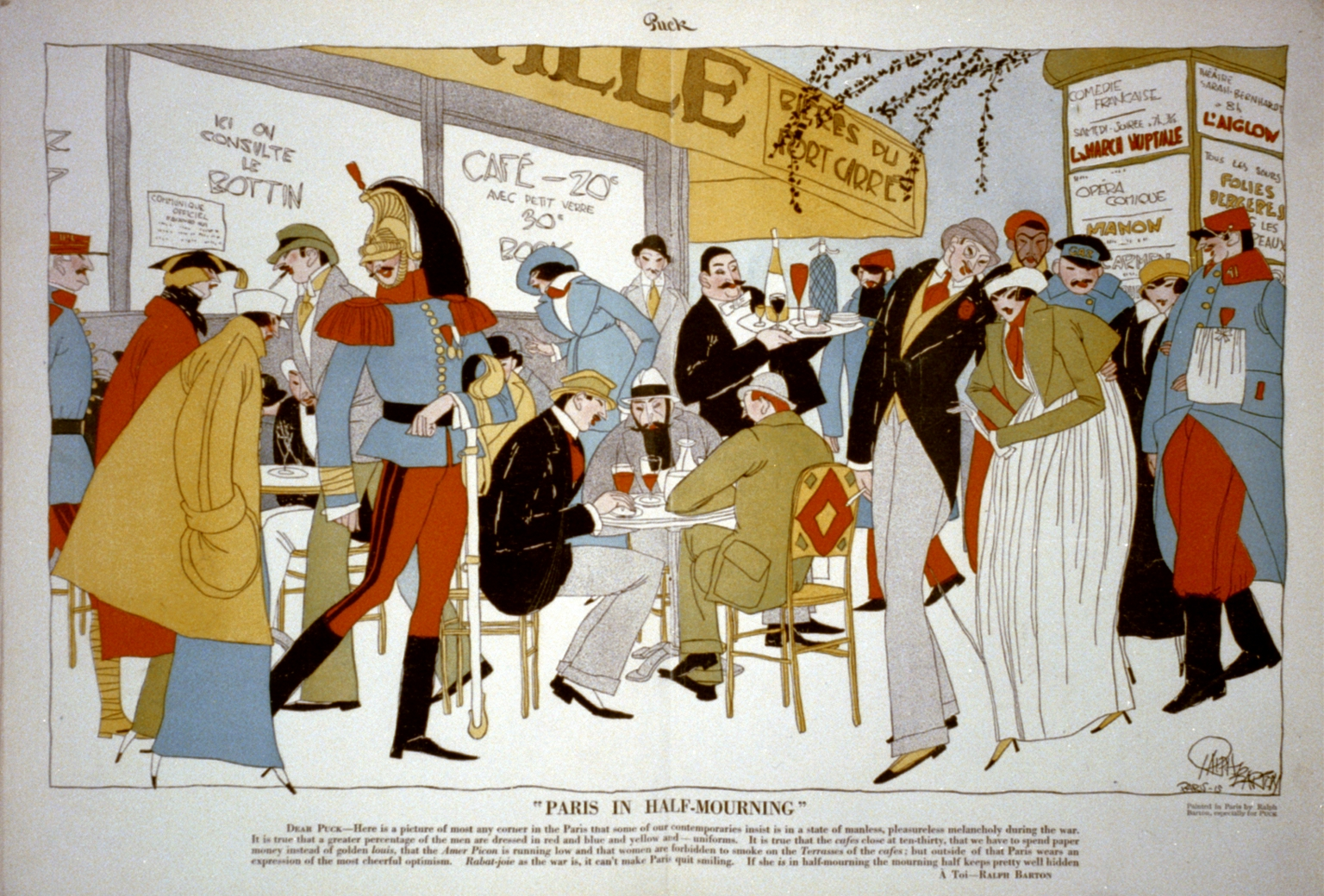
« Paris in Half-Mourning », paru dans Puck (6 novembre 1915).
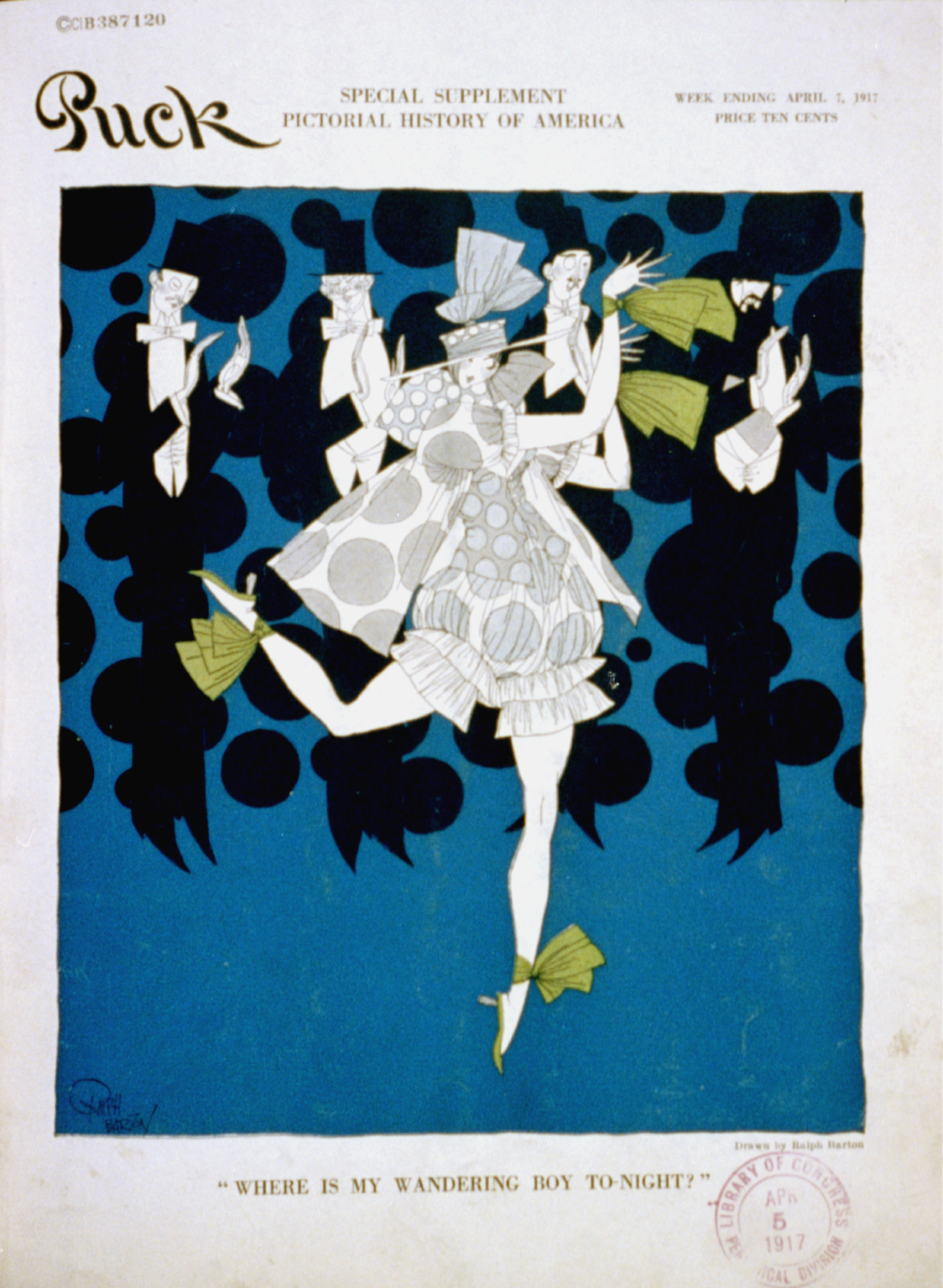
« Where is my wandering boy to-night », couverture de Puck (7 avril 1917).
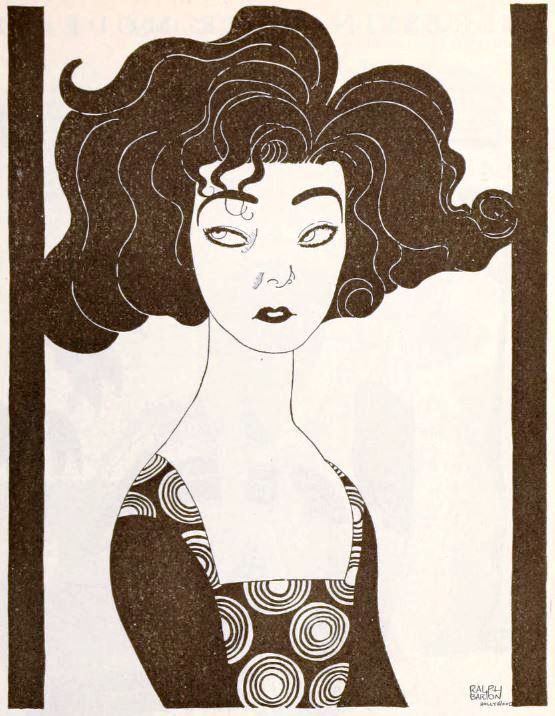
« Alla Nazimova », paru dans Photoplay (août 1921).

## Livres illustrés
- Heywood Broun, Nonsenseorship, 1922.
- Anita Loos, Gentlemen Prefer Blondes: The Intimate Diary of a Professional Lady, 1925.
- Anita Loos, But Gentlemen Marry Brunettes, 1927.

## Choix de dessins pour la presse
- « La Ville Lumière », reportage, The New Yorker, 7 mars 1925.
- « Merry Xmas », couverture de The New Yorker, 	19 décembre 1930.

## Crédit d'auteurs
- (en) Cet article est partiellement ou en totalité issu de l’article de Wikipédia en anglais intitulé « Ralph Barton » (voir la liste des auteurs).